# Арно Холц
Арно Холц (на немски: Arno Holz) е германски поет, драматург, белетрист и литературен теоретик. Роден е в Растенбург, Източна Прусия в семейството на аптекар, но израства в Берлин.

## Живот и творби
На осемнадесет години Арно Холц напуска училище и се опитва да се прехранва като редактор и писател на свободна практика. В Берлин се сближава с писателя Герхарт Хауптман.
Това е времето на първите стихове на Холц, събрани в книгата „Звънтящо сърце“ (1883). За бунтарската стихосбирка „Книга на епохата. Песни на един модерен човек“ (1884) Холц получава литературната награда „Фридрих Шилер“. Започват заниманията му с дарвинизъм, резултат от които е стихосбирката „Одраният пегас“ (1892), съставена заедно с Йоханес Шлаф. През 1891-1892 г. Холц публикува студията си „Изкуството. Неговата същност и неговите закони“, в която развива теорията за „последователен натурализъм“ с детайлно описание на средата и използване на просторечни обрати: „Изкуството трябва да бъде точно възпроизвеждане на действителността“.

## Натурализъм
Така Холц става теоретически предводител на натуралистите в Берлин и в 1898 г. оглавява водещото литературно списание „Фрайе бюне“. Поетът си служи с „безримен стил“, като произведенията му са подчинени на „вътрешен ритъм“ – това Холц обосновава в програмното съчинение „Революция на лириката“ (1899). Основната му творба остава езиково виртуозната стихосбирка „Фантазус“ (1898-1916-1925), над която Холц работи почти през целия си живот. Формален белег тук е центрирането на стиховете, подредени симетрично около невидима вертикална ос. В 1903 г. поетът публикува донеслата му и материален успех стихосбирка „Песни за една стара лютня“, изпълнена с барокова чувственост и жизнерадост – по-късно книгата е разширена и издадена под заглавието „Дафнис. Лирически портрет от XVII век“ (1904).

## Признание
В 1923 г. по случай шестдесетия му рожден ден Арно Холц е удостоен със званието почетен доктор на Кьонигсбергския университет. Три години по-късно поетът публикува „Дванадесет любовни стихотворения“ (1926), става член на Пруската академия на изкуствата в Берлин и е номиниран за Нобелова награда, но не получава отличието.
Дълбока майска нощ
Тъй

сладко ... дишаше

нощта!

Под

тъмни кестени ... до лунноозарената стена

лежеше

ти

с притворени ... очи ... сред сенките.

Не се ... целувахме.

Мълчанието

казваше ... ни ... всичко.

1898 